# Hôtel Bouchu dit d'Esterno
L'hôtel Bouchu dit d’Esterno, est un ancien hôtel particulier situé à Dijon, dans le département français de la Côte-d'Or, en région Bourgogne-Franche-Comté, en France.
L’édifice est construit de 1641 à 1643 pour Jean Bouchu, premier président du Parlement de Dijon. L’hôtel passe par héritages successifs aux familles de Froulay de Tessé, Richard de Montaugé, et d’Esterno, avant de devenir propriété de la ville de Dijon en 1884.
Il accueille le siège de l’Organisation internationale de la vigne et du vin depuis octobre 2024.

## Localisation
L'hôtel est situé au no 1 rue Monge à Dijon.

## Histoire
En 1640, Jean Bouchu, premier président de Bourgogne depuis 1638, réside dans une maison derrière l'église Saint-Jean. Il s'engage alors dans l'achat de plusieurs parcelles contiguës à celle dont il est déjà propriétaire. Le 22 juillet 1640, il achète notamment une grande propriété à Hugues de la Croix. 
En 1641, les travaux débutent, comme en témoignent plusieurs marchés passés dès le début de l'année. Jean Braconnier est l'entrepreneur des nouvelles constructions. Depuis la fin du XVIIIe siècle, plusieurs auteurs attribuaient la construction de l'hôtel au célèbre architecte Pierre Le Muet. Or, cette attribution a été remise en question par Claude Mignot dans sa thèse consacrée à l'architecte. Les travaux d'Agnès Botté sur les hôtels particuliers de Dijon au XVIIe siècle confirment cette perspective et proposent une nouvelle hypothèse : l'hôtel pourrait être une réalisation conjointe des entrepreneurs locaux Jean Braconnier et Guillaume Tabourot. 
En 1644, Jean Bouchu devient premier président du Parlement de Dijon, et à cette occasion, l’hôtel devient l’écrin de nombreuses réceptions jusqu’à la disparition de son propriétaire, survenue en 1653. L’hôtel échoit par héritage à son fils aîné, Claude Bouchu de Lessart, marquis de Sancergues, qui y réside avec son épouse, Louise Guérin, jusqu’à son décès trente ans plus tard. Leur fils aîné, Étienne-Jean, en hérite et y vit également avec son épouse, Élisabeth Rouillé du Meslay et leur fille unique, Marie-Élisabeth. En 1715, à la mort du marquis, l’hôtel passe à la famille de Froulay par le mariage de cette dernière avec René-Mans de Froulay, comte de Tessé, fils aîné du maréchal de France, René III de Froulay de Tessé, survenu le 12 avril 1706.
En 1733, après le décès de son épouse et à cause de ses charges qui le retiennent à la cour du roi Philippe V d’Espagne, le comte se sépare de l’hôtel en faveur de Germain Richard de Montaugé. Ce dernier le cède à son fils, Charles, qui le transmet à son tour à sa fille aînée, Anne-Marie Laurence Richard de Montaugé. Cette dernière épouse le comte Anne-Ferdinand d’Esterno, le 10 janvier 1805, mais ce dernier décède brutalement le 24 mai 1805, dans l’hôtel.
Leur fils unique, Ferdinand-Charles, en hérite et en conserve la propriété jusqu’à son décès en 1883, sans postérité.
Un an plus tard, l’hôtel est cédé à la ville de Dijon, qui, encore aujourd’hui, en est propriétaire. L’hôtel connaît alors plusieurs utilisations successives, comme un lycée pour jeunes filles, un conservatoire de musique. Au début des années 1930, il accueille le quartier général du 8e corps d’armée, qui ne le quitte qu’en 2000. Des services culturels de la ville et l’association ICOVIL s'y installent ensuite.
Le 12 juillet 2021, l’État choisit Dijon pour accueillir le siège de l’Organisation internationale de la vigne et du vin, dont l’hôtel devient l’écrin. À cette occasion, ce dernier, défraîchi, est intégralement réhabilité. Les travaux, confiés à l'architecte du patrimoine Fabien Drubigny associé à l'agence Bernard Quirot, sont achevés à l'automne 2024.

## Architecture
S’étendant sur un terrain de 3 280 m², l’hôtel d’une superficie de 1200 m², se développe entre cour et jardin. Le bâtiment en H, d’architecture Louis XIII, possède quatre niveaux ; un, en sous-sol, abritant cuisine et caves voûtées, puis deux, incluant les étages nobles, suivis par un étage sous-comble. Le salon principal, au rez-de-chaussée, de 80 m², possède un parquet Versailles et des décors de style Louis XVI. Le portail monumental donnant sur la rue Monge, flanqué de deux paires de colonnes doriques et de deux chérubins surplombant une balustrade, est une modification datant de 1785. L’hôtel possède également deux dépendances, sises au no 3 de la rue Monge, d’une surface totale de 530 m², et un jardin d’agrément librement accessible au public.[réf. nécessaire]

## Protection
L’hôtel est protégé au titre des monuments historiques dans son intégralité, par arrêté du 29 octobre 1928.

## Galerie

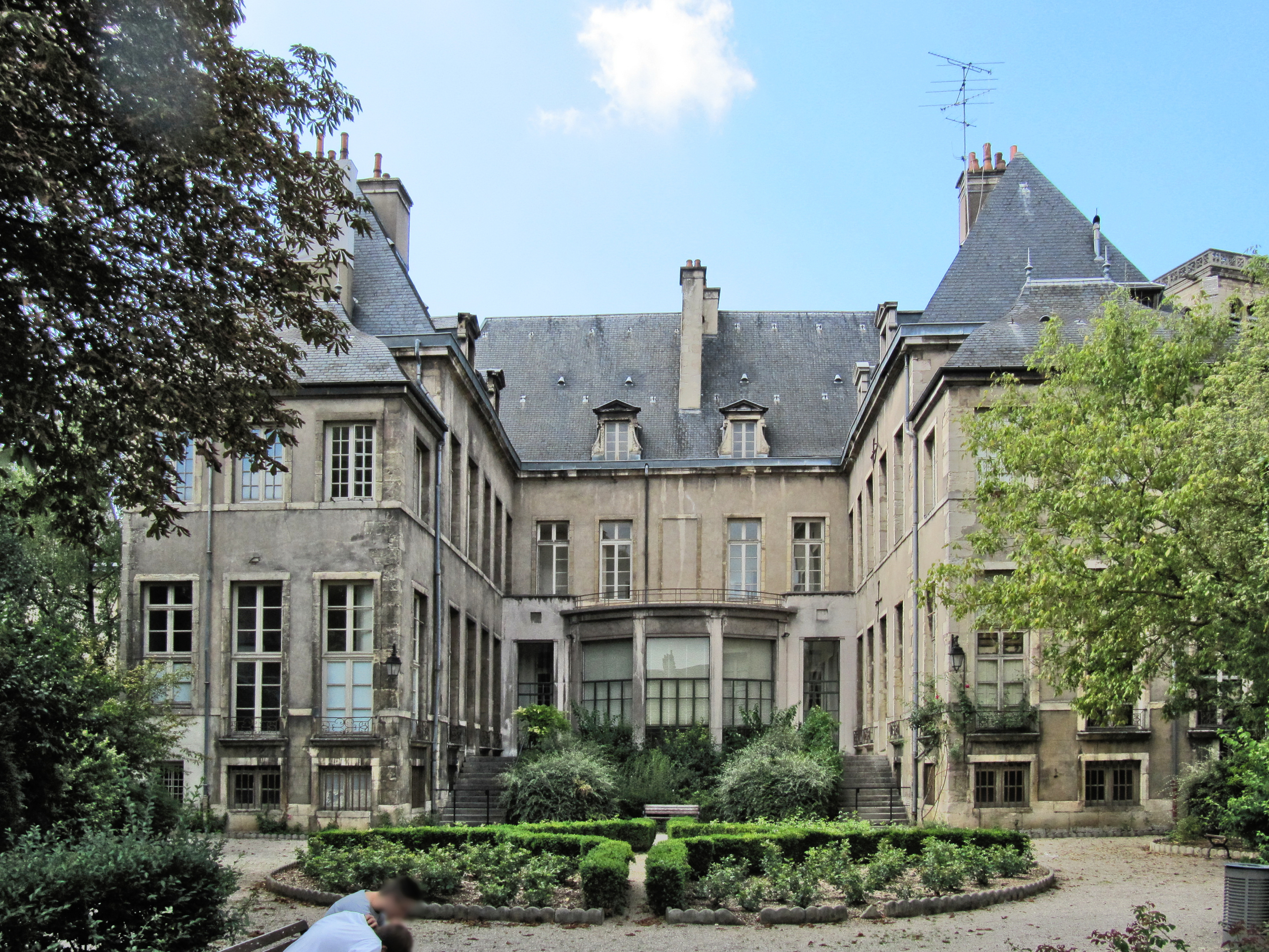
L'hôtel du côté du jardin, avant 2024
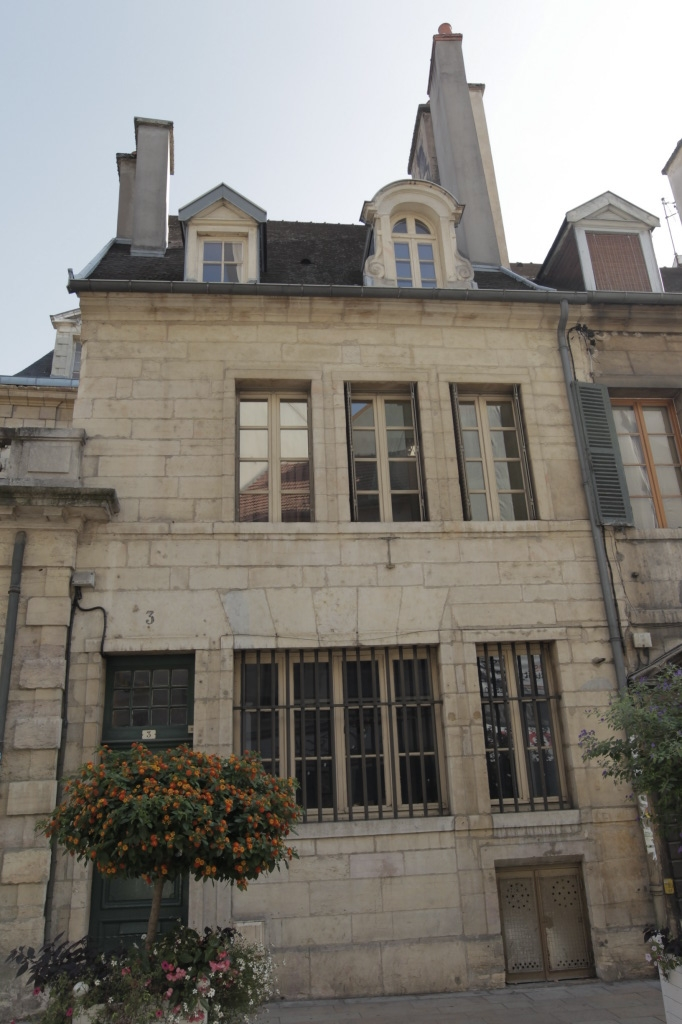
Le no 3, rue Monge
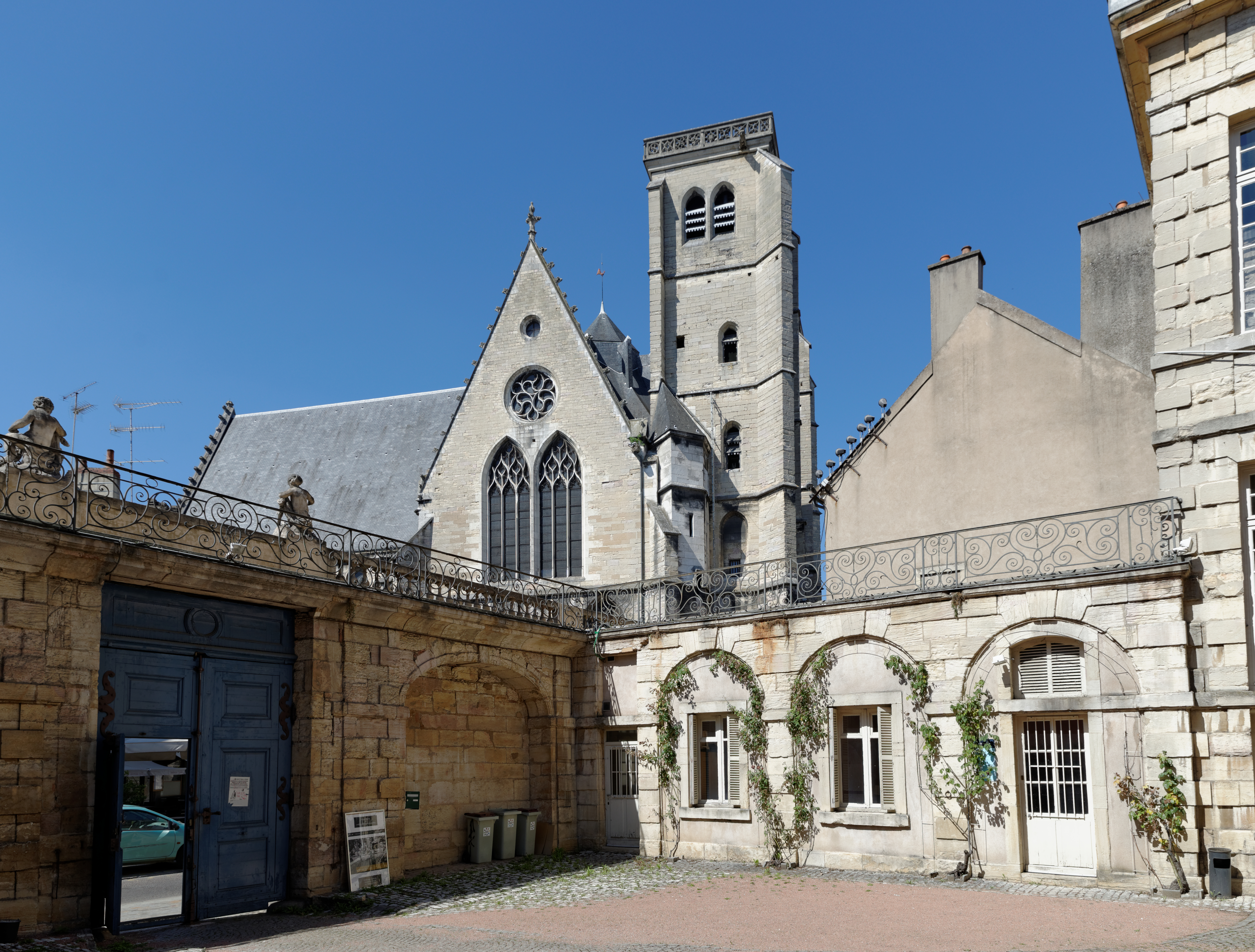
La cour d'honneur et, au second plan, l'église Saint-Jean de Dijon
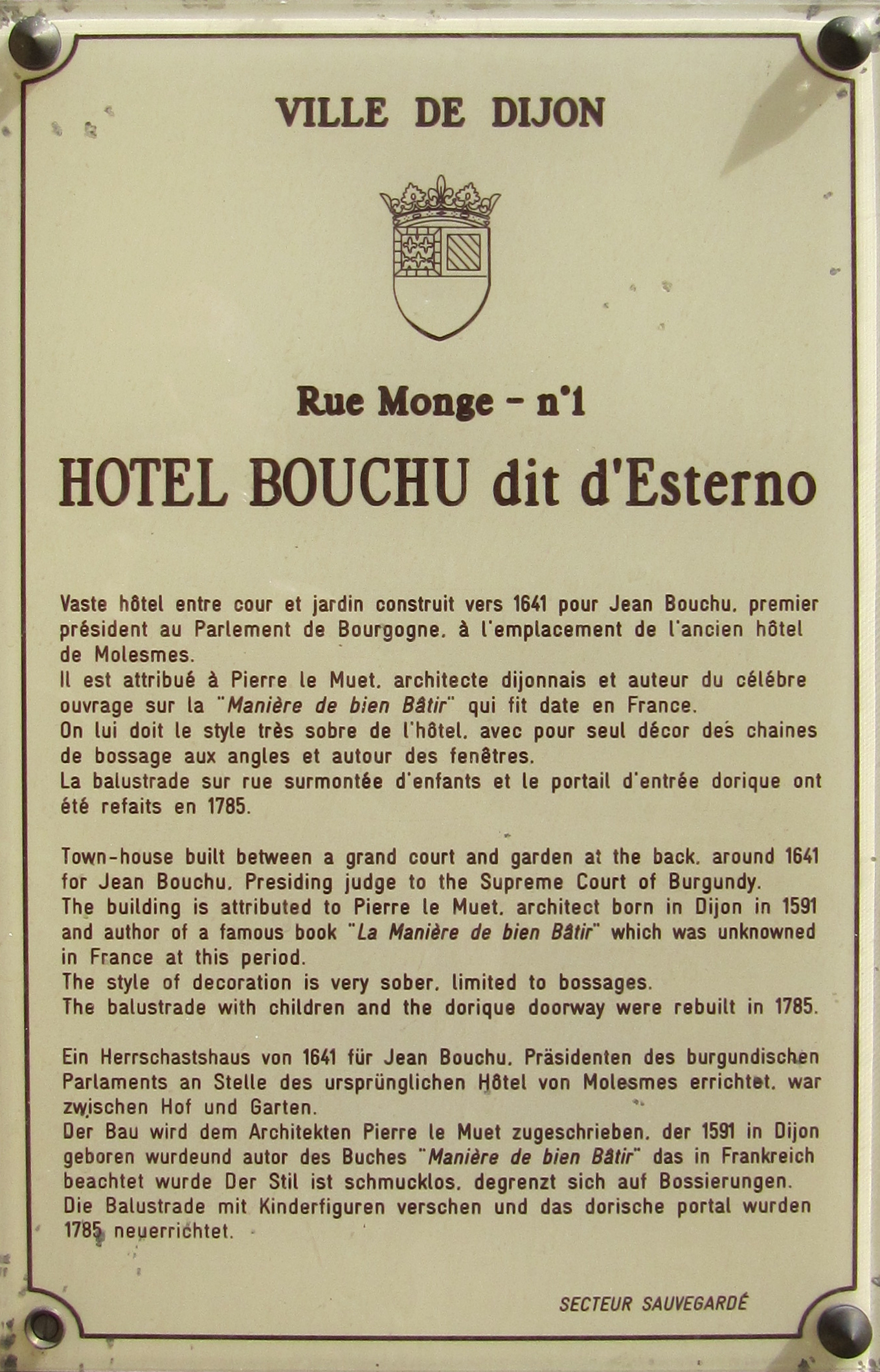
Plaque explicative trilingue (français, anglais et allemand)